# بيوبرينورفين
بيوبرينورفين (Buprenorphine) هو مشتق نصف تخليقي من ذيبايين، يعمل كمحاكي وكمضاد مزدوج لمستقبلات الافيونات في الجسم، يستخدم في جرعات عالية لعلاج إدمان الافيونات ومشتقاتها مثل الهيروين، وفي جرعات منخفضة إلى متوسطة لعلاج الآلام الحادة أو المزمنة، يتوافر في عدة اشكال صيدلية كاقراص سيوبوتيكس أو مع مواد أخرى تعطي فعالية أكثر في علاج الإدمان وتجنب الحقن غير المرغوب للدواء كاقراص سوبوكزون وزوبسولف.
كما توجد صور دوائية أخرى كأقراص تحت اللسان للألم أو حقن للآلام الحادة أو لصقات للجلد للآلام المزمنة.

## الاستخدامات
يستخدم البيوبرينورفين لعلاج إدمان الافيونات ومشتقاتها كالهيروين والاوكسيكودون

## مقارنة البيوبرينورفين بالميثادون في علاج الإدمان
يعد الميثادون من أقدم الأدوية استخداما في علاج إدمان الافيونات فهو يتميز بطول فترة عمر النصف لهُ لذا يمكن تناول الجرعة مرة يومياً أو كل يومين، كما أنه يمنع احتياج المريض لتناول المخدر ويزيل معظم اعراض انسحاب المخدر كالهياج والرعشة ولكن مشكلته تتمثل في أنه يحتاج لخفض تدريجي بطئ نسبيا في جرعته حتى لا تحدث اعراض انسحابية، كذلك جرعاته العالية تحمل خطر هبوط وظائف التنفس.
ولكنه يظل من ركائز علاج إدمان الافيونات سواء في بداية العلاج والإقلاع عن المخدر أو حتى في فترة ما بعد الإقلاع .

## البيوبرينورفين
أظهرت الدراسات أن البيوبرينورفين هو بديل أكثر أمانا من الميثادون فيما يتعلق بخطر هبوط وظائف التنفس نتيجة زيادة الجرعة، نظرا لطبيعتهِ كمحاكي ومضاد مزدوج لمستقبلات الافيونات في الجسم، وهو أيضا يمتاز بفترة عمر نصف طويلة من 24 حتى 60 ساعة تسمح بتناول الجرعة على اساس مرة يومياً أو كل يومين أو أكثر، كما أنه يتم إضافة بعض المواد الفعالة لهُ مثل النالوكزون بنسبة 4 بيوبرينورفين : 1 نالوكزون أو 6:1 وذلك حتي يساعد على الإقلاع عن حقن مستحلب الدواء لأن النالوكزون هو مضاد تام لكل تأثيرات الافيونات ومشتقاتها، ضعيف الامتصاص عن طريق الفم ولكن يمتص كاملا عن طريق الحقن فلذلك إذا حقن الشخص نفسه بالدواء فسيؤدي إلى اعراض انسحابية في دقائق، أما الشخص الذي يتناوله بالفم فسيستفيد من البيوبرينورفين في الإقلاع عن حاجة المخدر تماما وبلا اعراض انسحابية.

## علاج الآلام
توجد من البيوبرينورفين صور دوائية كلاصقات على الجلد لعلاج الآلام المزمنة.

## استخدامات تجريبية
- الاكتئاب: يستعمل مع دواء ساميدروفان الذي يتلاشى تأثيره على المستقبلات μ في تجارب سريرية لعلاج بعض أنواع حالات الاكتئاب المضادة للادوية التقليدية.
- متلازمة اعراض الانسحاب لحديثي الولادة: تجري تجارب سريرية للبيوبرينورفين في علاج حديثي الولادة لأمهات قمن باستخدام الأفيونات أو مشتقاتها اثناء الحمل.

## الأعراض الجانبية
1.كمثل اشباه الافيونات الأخرى يحمل البيوبرينورفين بعض الأعراض الجانبية مثل: الغثيان، والقئ، والصداع، والدوار، وتأثر الذاكرة، والتعرق، والحكة، وهبوط ضغط الدم عند الوقوف، وامساك، ونقص الرغبة الجنسية، كما قد تحدث اضرار بالكبد خصوصا عند حقن الدواء في الاوردة.

2.يظل هناك احتمال لحدوث تعود بدني و/أو نفسي على البيوبرينورفين 

3.مستويات هرمونات الذكورة بالدم تتأثر بالبيوبرينورين أقل من الميثادون مما يجعل الأعراض الجانبية الجنسية أقل شيوعا مع البيوبرينورفين

4.البيوبرينورفين نظرا لطبيعته كمحاكي ومضاد مزدوج لمستقبلات الافيونات بالجسم فهو يحد من تأثر وظائف التنفس سلبا عند الافراط في الجرعة مما يجعله أكثر أمانا من الميثادون فيما يتعلق بهبوط وظائف التنفس الناتج عن زيادة الجرعة ولكن مثل اشباه الافيونات فيظل احتمال حدوث ذلك قائما عن زيادة الجرعة المفرطة.

## روابط خارجية
- U.S. National Library of Medicine: Buprenorphine information portal
- U.S. Federal government buprenorphine program for opioid addiction
- U.S. Federal Government listing of doctors who can prescribe buprenorphine for opioid addiction
- NAABT: Non-profit buprenorphine advocate
- Australian national buprenorphine policy
- The bitter pill: A Wired Magazine article on Suboxone
- Subu Must Die – How a nation of junkies went cold turkey: A New Republic article on Subutex abuse in the nation of Georgia
- ارويد.org buprenorphine page